# 法尔肯施泰因家族

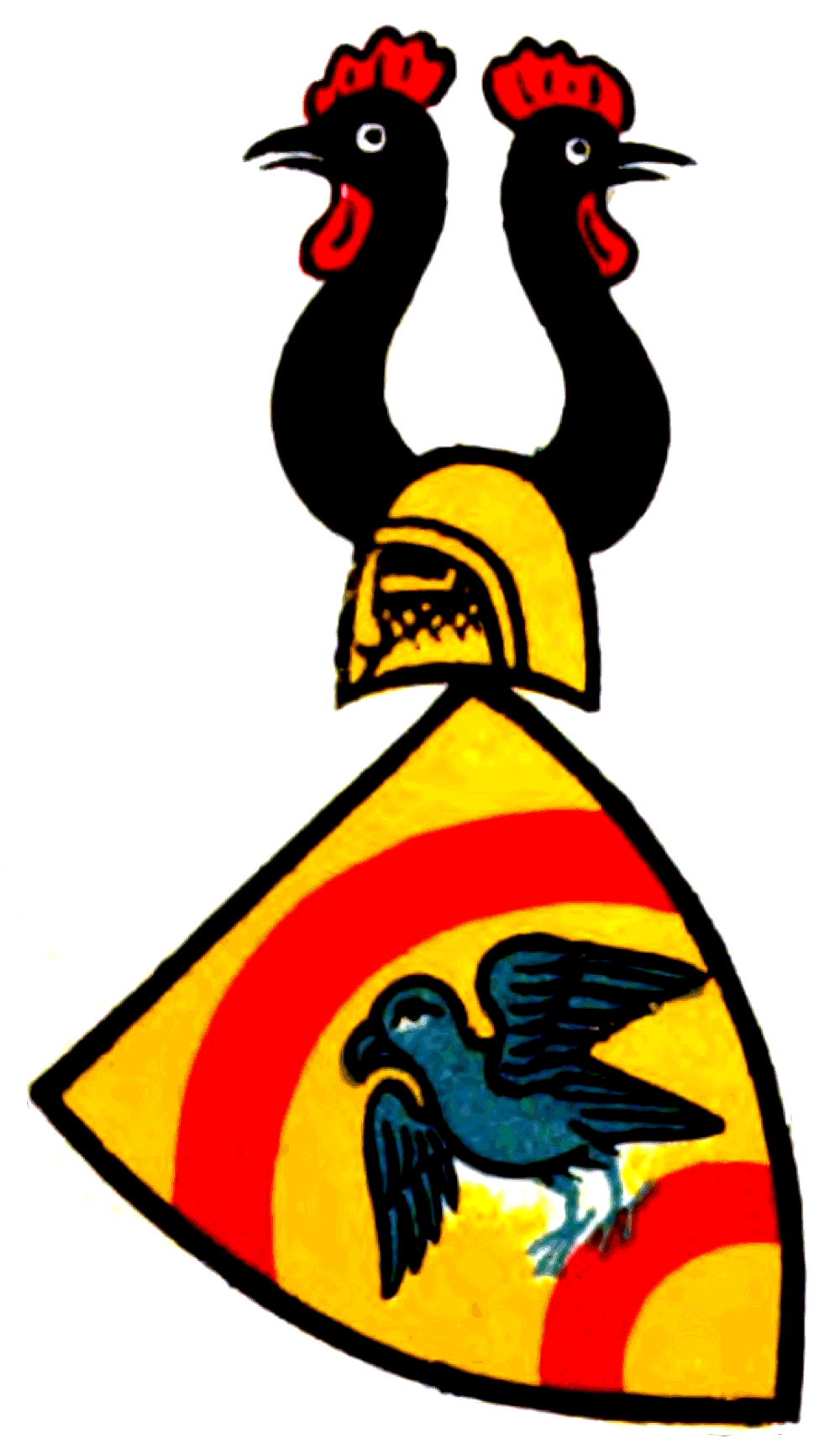
家族纹章

地狱谷的法尔肯施泰因家族（德语：Herren von Falkenstein im Höllental）是一个古老的家族。1898年至1919年的《上巴登家族手册》（Oberbadisches Familienbuch）显示，许多贵族家庭都使用法尔肯施泰因（Falkenstein）这个名字。仅在上巴登地区就有六个：“im Höllenthale”、“auf dem Schwarzwalde”、“zu Rimsingen”、“am Bodensee”、“im Buchsgau”、“im Wasgau”。此法尔肯施泰因指的是家族城堡在巴登地区的地狱谷的法尔肯施泰因家族。